# Paratext
Paratexter är de texter i ett verk som inte hör till den centrala beskrivande/berättande texten utan som utgör den centrala textens retoriska och fysiska inramning. I publicerade verk består paratexter av saker som författarnamn, titlar, illustrationer, bindning, papperskvalitet, förord och baksidetexter. Enligt litteraturteoretikern Gérard Genette, som etablerat begreppet paratext inom området berättelseteori och narratologi, fungerar paratexten som en zon mellan texten och icke-texten, ett slags ramverk kring texten som påverkar läsarens förståelse av den. 